# Kaifūsō
Kaifūsō ( 懐風藻, かいふうそう ), Dragocjene zbirke poezije je najstarija zbirka kineske poezije (kanshi) koju su napisali japanski pjesnici.
Izdao je nepoznati sastavljač godine 751. U kratkom uvodu nepoznati autor odaje dojam da simpatizira cara Kobuna i njegove regente koje je u Jinshinskom ratu godine 672. svrgnuo car Temmu. Zbog toga se zbirka tradicionalno pripisivala Awami Mifuneu, praunuku cara Kōbuna.
Zbirka se sastoji od 120 djela koja su napisala 64 pjesnika; pjesme su napravljene u elegantnom stilu karakterističnom za Kinu 8. stoljeća. Većina pjesnika su prinčevi i regenti kao što je princ Ōtsu. Osamnaest od Kaifūsō pjesnika, uključujući Ōtsua, su bili autori djela objavljenih u kasnijoj zbirci japanske poezije poznate kao Man'yōshū.
U vrijeme kada je pisan Kaifūsō, kineska poezija se u japanskom književnom svijetu više cijenila nego waka, a kineska slova su se rabila u službenim dokumentima. Većina sabranih djela je prvotno čitana na javnim mjestima.

## Vanjske poveznice
- Kaifūsō tekst